# Szkeptikus Agrippa
Agrippa (i. e. 1. század) római pürrhonista filozófus.
Életéről semmit sem tudunk, működésének ideje is bizonytalan. A szkeptikus filozófia követője volt, nevéhez fűződik „a kétség öt pillérének” megalkotása. Ezek:
1. a mindennapi élet szabályainak, valamint a filozófusok véleményeinek bizonytalansága
2. minden egyes bizonyítás újabb bizonyítást igényel, s így tovább a végtelenségig
3. minden dolog állandóan változik, ahogy a köztük lévő viszonyok is állandóan változnak attól függően, milyen szemszögből vizsgáljuk őket
4. az igazság mint olyan nem létezik, csupán hipotézis
5. az igazság csupán bizonyítása lehetetlen